# Lawson Air Force Base
Pour les articles homonymes, voir Lawson.

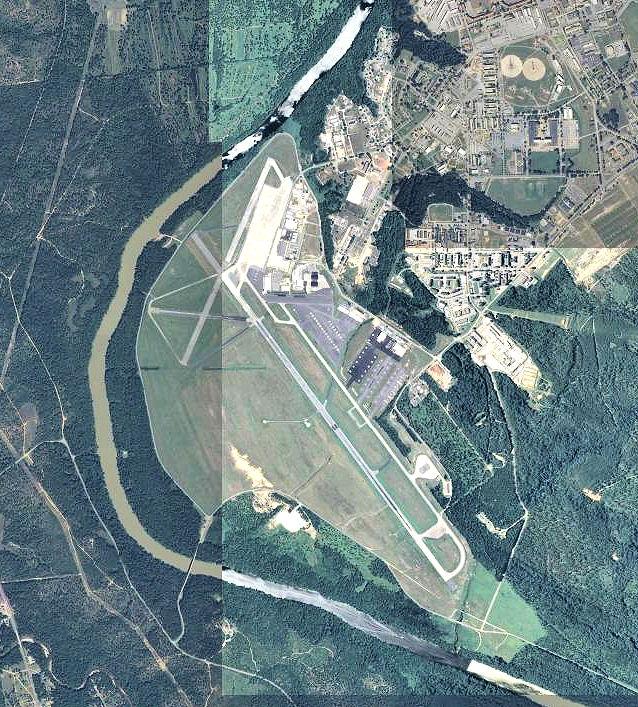
La base vue du ciel en 2006.

Lawson Air Force Base est une ancienne base de l'United States Air Force située au sud de Columbus en Géorgie. Elle a été remise en 1954 à l'United States Army.